# NGC 7344
NGC 7344 est une galaxie spirale barrée située dans la constellation du Verseau. Cette galaxie a été découverte par l'astronome allemand Albert Marth en 1864. Sa vitesse par rapport au fond diffus cosmologique est de 7 084 ± 26 km/s, ce qui correspond à une distance de Hubble de 104,5 ± 7,3 Mpc (∼341 millions d'al).
La classe de luminosité de NGC 7344 est I-II et elle présente une large raie HI. Selon la base de données Simbad, NGC 7344 est une galaxie active de type Seyfert 1.	
À ce jour, quatre mesures non basées sur le décalage vers le rouge (redshift) donnent une distance égale à 80,450 ± 7,709 Mpc (∼262 millions d'al), ce qui est à l'extérieur des valeurs de la distance de Hubble. Notons que c'est avec la valeur moyenne des mesures indépendantes, lorsqu'elles existent, que la base de données NASA/IPAC calcule le diamètre d'une galaxie et qu'en conséquence le diamètre de NGC 7344 pourrait être d'environ 46,0 kpc (∼150 000 al) si on utilisait la distance de Hubble pour le calculer.